# Civilization Phaze III
Civilization Phaze III je dvojalbum Franka Zappy, vydané posmrtně v roce 1994. Album obsahuje hudbu převážně tvořenou počítačem. Je to první pomsrtné album Franka Zappy, ten zemřel v prosinci roku 1993.

## Seznam skladeb
Všechny skladby napsal Frank Zappa.

### Act 1
1. "This Is Phaze III" – 0:47
2. "Put a Motor in Yourself" – 5:13
3. "Oh-Umm" – 0:50
4. "They Made Me Eat It" – 1:48
5. "Reagan at Bitburg" – 5:39
6. "A Very Nice Body" – 1:00
7. "Navanax" – 1:40
8. "How the Pigs' Music Works" – 1:49
9. "Xmas Values" – 5:31
10. "Dark Water!" – 0:23
11. "Amnerika" – 3:03
12. "Have You Heard Their Band?" – 0:38
13. "Religious Superstition" – 0:43
14. "Saliva Can Only Take So Much" – 0:27
15. "Buffalo Voice" – 5:12
16. "Someplace Else Right Now" – 0:32
17. "Get a Life" – 2:20
18. "A Kayak (On Snow)" – 0:28
19. "N-Lite" – 18:00

### Act 2
1. "I Wish Motorhead Would Come Back" – 0:14
2. "Secular Humanism" – 2:41
3. "Attack! Attack! Attack!" – 1:24
4. "I Was in a Drum" – 3:38
5. "A Different Octave" – 0:57
6. "This Ain't CNN" – 3:20
7. "The Pigs' Music" – 1:17
8. "A Pig with Wings" – 2:52
9. "This Is All Wrong" – 1:42
10. "Hot & Putrid" – 0:29
11. "Flowing Inside-Out" – 0:46
12. "I Had a Dream About That" – 0:27
13. "Gross Man" – 2:54
14. "A Tunnel into Muck" – 0:21
15. "Why Not?" – 2:18
16. "Put a Little Motor in 'Em" – 0:50
17. "You're Just Insultin' Me, Aren't You!" – 2:13
18. "Cold Light Generation" – 0:44
19. "Dio Fa" – 8:18
20. "That Would Be the End of That" – 0:35
21. "Beat the Reaper" – 15:23
22. "Waffenspiel" – 4:05